# 水上丈子
水上 丈子（みずかみ じょうこ / Joko Mizukami）は、日本の映像作家、アニメーター、ディレクター、プロデューサー、執筆家。円人(enjin productions)という制作会社の代表を務めている。
主に、NHKの音楽番組「みんなのうた」などのアニメーションの演出、「リトル・チャロ2」、「アイラブみー」などのアニメ番組のディレクターやプロデューサーを務める他、ドキュメンタリー番組、イベントなどのプロデュースを手掛けている。長野県生まれ。

## 作品一覧
みんなのうた
- ◆は、5分間1曲枠の楽曲（ロングのうた）。
- りんごのうた / 椎名林檎 (2003年12月・1月放送) [1]
- チグエソ 地球の空の下で / ユ・ヘジュン (2006年4月・5月放送) [2]
- HANA / 暮部拓哉（2008年2月・3月放送）[3]◆

リトル・チャロ 2
パーソナルコメディー「伊武さん、ルート外れてます」（NHK総合、2006年12月27日放送）
アイラブみー